# Саранча (фильм, 2013)
«Саранча́» — российский криминально-драматический триллер с элементами эротики режиссёра Егора Баранова от продюсерской компании Sreda. В главных ролях: Пётр Фёдоров, Паулина Андреева, Дмитрий Шевченко и Екатерина Волкова.
Премьера фильма в России состоялась 5 ноября 2015 года. 13 и 20 марта 2016 года на «Первом канале» состоялась премьера четырёхсерийной телеверсии фильма.

## Сюжет
Артём и Лера — молодые люди из разных социальных слоёв. Она — девушка из обеспеченной семьи, живущая в Москве, он — бедный парень, живущий со своим отцом-алкоголиком в домике на берегу Чёрного моря. Их яркий летний роман кончается тем, что Лера вынуждена выйти замуж за партнёра отца, а Артём назло ей женится на богатой женщине старше себя. Однако героев всё равно тянет друг к другу, и, чтобы быть вместе, они готовы пойти на убийства.

## В ролях
- Пётр Фёдоров — Артём
- Паулина Андреева — Лера
- Дмитрий Шевченко — Гуревич
- Екатерина Волкова — Наталья
- Евгения Дмитриева — Ирина, мать Леры
- Максим Пинскер — Валентин, отец Леры
- Александр Голубков — Марат, друг Артёма
- Алексей Горбунов — Григорий, отец Артёма, кавторанг
- Евгений Стычкин — Пацыфик, друг Артёма
- Иван Щенин — Кирилл, сын Гуревича
- Андрей Бут — адвокат
- Александр Молочников — Макс
- Степан Самойленко — Саша
- Анастасия Акатова — Яна
- Бесо Гатаев — Руслан
- Валерий Шорохов — психоаналитик
- Игорь Мулев — Пиджак
- Анатолий Антонюк — Мащенко
- Сергей Фролов — Антон Сергеевич
- Ольга Оганезова — Нина Васильевна

## Съёмки
Съёмки фильма проходили в Москве и Одессе.

## Саундтрек
Большая часть песен фильма, включая лейтмотив картины «Words are silent», написана Олегом Чубыкиным. В 2016 году эти песни были изданы отдельным альбомом.

## Факты
- Изначально предполагалось, что фильм будет короткометражным сериалом.
- Фильм был показан на Каннском кинофестивале в мае 2015 года[5]. Купить права на прокат фильма изъявили желание представители Франции, Германии, Южной Африки и некоторые страны Балтии[6].
- Четырёхсерийная версия фильма в начале 2017 года была продана сервисам «Google Play»[7][8][9] и «Netflix»[10][11][12].

## Награды
- 2015 — Международный кинофестиваль в Портсмуте: награда за «Лучший фильм», «Лучшую операторскую работу» (Юрий Коробейников)[13].
- 2016 — Премия «ТЭФИ» в категории «Телевизионный продюсер сезона» (Александру Цекало за создание ряда сериалов).